# Bông lau mày trắng
Bông lau mày trắng, tên khoa học Pycnonotus goiavier, là một loài chim trong họ Pycnonotidae.

## Phân loài
Có 6 phân loài được ghi nhận:
- P. g. jambu - Deignan, 1955: Found from southern Myanmar to southern Indochina
- P. g. analis - (Horsfield, 1821): Originally described as a separate species in the genus Turdus. Found on Malay Peninsula, Sumatra and nearby islands, Java, Bali, Lombok và Sumbawa
- P. g. gourdini - Gray, GR, 1847: Originally described as a separate species in the genus Ixos. Found on Borneo, Maratua and Karimunjava Islands
- P. g. goiavier - (Scopoli, 1786): Found in northern and north-central Philippines
- P. g. samarensis - Rand & Rabor, 1960: Found in central Philippines
- P. g. suluensis - Mearns, 1909: Found in southern Philippines